# Tom Morrow
Thomas Morrow, conosciuto con il diminutivo Tom (13 giugno 1946 – 10 novembre 2020), è stato un calciatore nordirlandese, di ruolo attaccante.

## Carriera
Morrow giocò quasi tutta la carriera agonistica nel Glentoran, società con cui vinse tra le tante competizioni tre campionati nordirlandesi. Con il suo club prese parte a tre edizioni della Coppa Campioni, giocandovi sei incontri e segnando una rete. Inoltre giocò anche un incontro nella Coppa UEFA 1971-1972.
Nell'estate 1967 il club nordirlandese disputò il campionato nordamericano organizzato dalla United Soccer Association: accadde infatti che tale campionato fu disputato da formazioni europee e sudamericane per conto delle franchigie ufficialmente iscritte al campionato, che per ragioni di tempo non avevano potuto allestire le proprie squadre. Il Glentoran rappresentò i Detroit Cougars, e chiuse al quarto posto della Eastern Division, non qualificandosi per la finale.

## Palmarès
- Campionato nordirlandese: 3

Glentoran: 1968, 1970, 1972
- City Cup: 1

Glentoran: 1970
- County Antrim Shield: 2

Glentoran: 1968, 1971